# Misterio de Elche

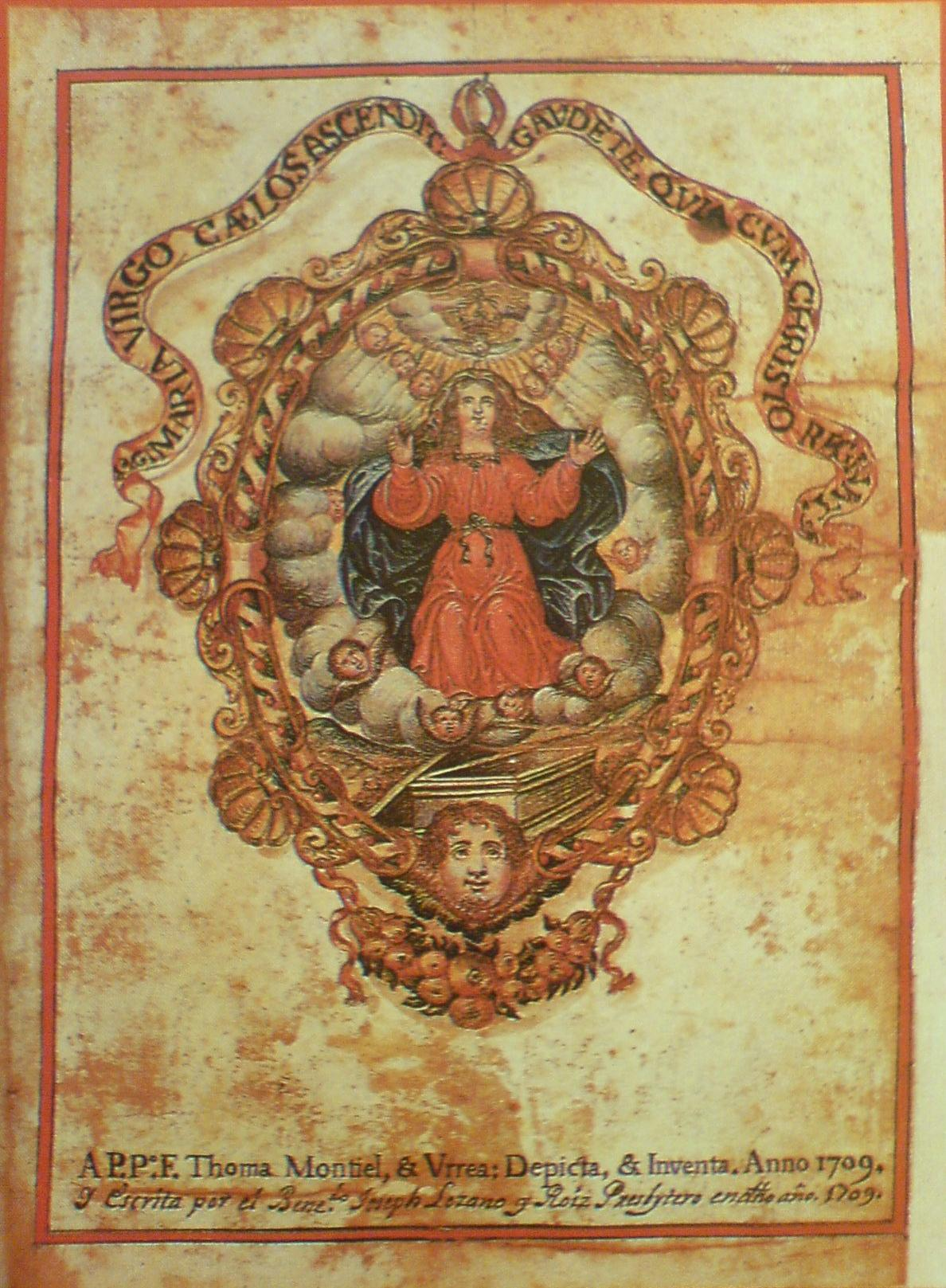
Misteri d'Elx, 1709

Het Misterio de Elche (Catalaans: Misteri d'Elx) is een lyrisch drama uit de middeleeuwen, het is het meest diepgewortelde culturele symbool van Elx. Sinds 2001 staat het Misterii d'Elx vermeld op de Lijst van Meesterwerken van het Orale en Immateriële Erfgoed van de Mensheid van UNESCO.
Het stuk wordt elk jaar uitgevoerd in de basiliek van Santa María op 14 en 15 augustus, de repetities zijn op de 11, 12 en 13 augustus. De uitvoering van het stuk werd verboden door het concilie van Trente, paus Urbanus VIII behield het spel middels een bul. Door die bepaling is het Misteri d'Elx het laatst overlevende voorbeeld van dit soort drama.
De muziek gebruikt monodie en polyfonie, met melodieën uit de middeleeuwen, renaissance en barok. Het koor bestaat uit (niet professionele) volwassenen, een kinderkoor stelt de Maagd en de engelen voor.
De scène wordt in een horizontale en verticale ruimte verdeeld. Er wordt een vals plafond geïnstalleerd in de basis van de koepel boven het podium. Het stuk behandelt de Maria-Tenhemelopneming. Op het moment van de kroning valt een regen van klatergoud uit de hemel, het meest aangrijpende moment van het spel.
Het organiserend comité Patronat del misteri d'Elx kreeg in 1987 het Creu de Sant Jordi, een hoge onderscheiding van de Catalaanse regering.

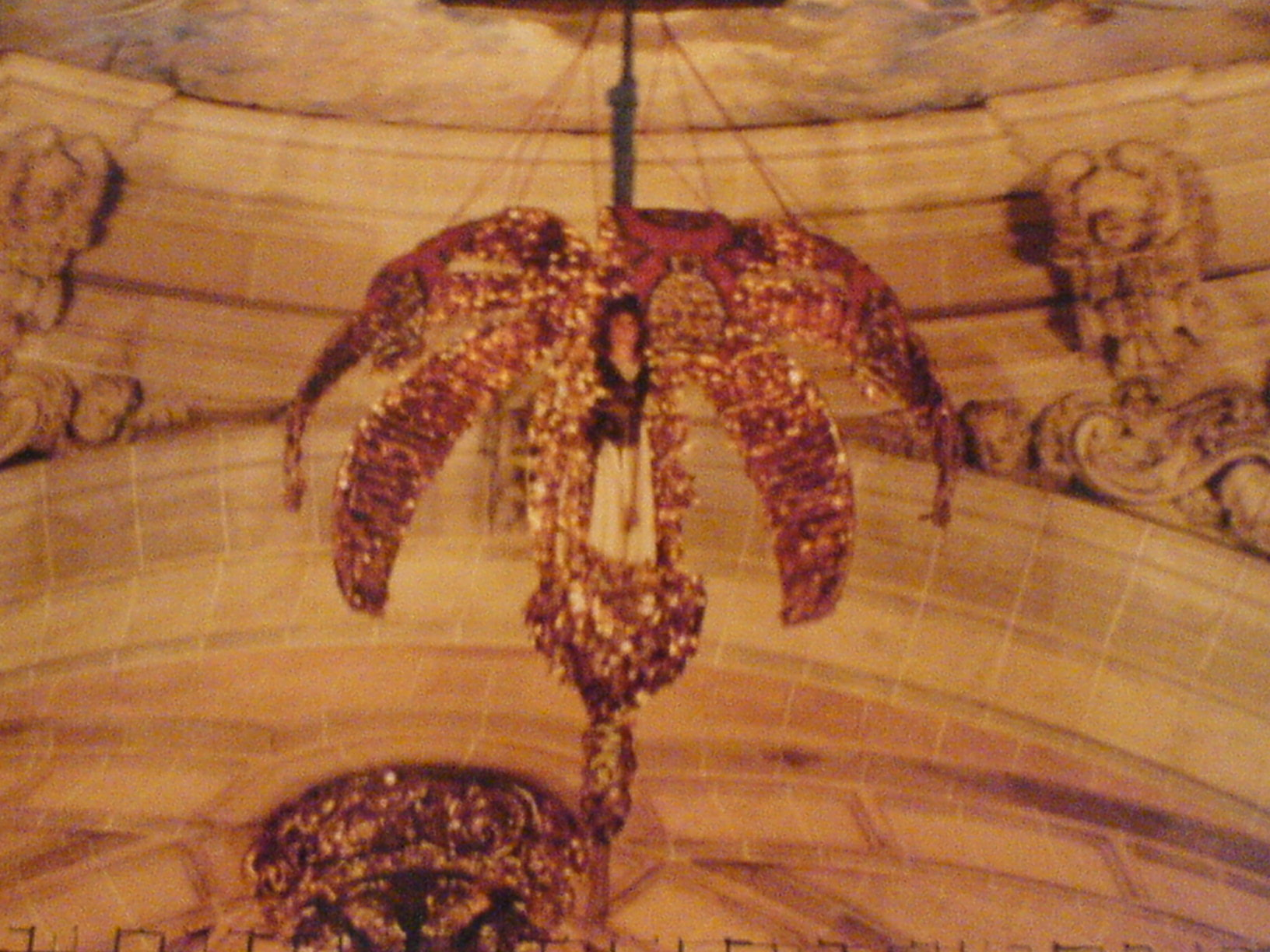
Foto uit 2007
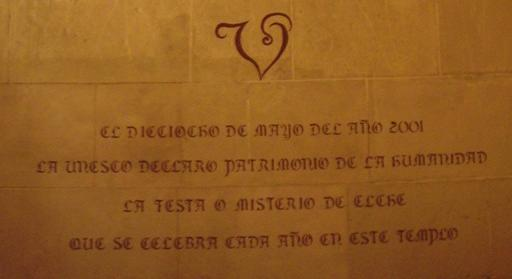
UNESCO

- MusicBrainz work: 5afcaa3f-ffd6-41d8-85a0-931603f994e5
- Nationale Bibliotheek van Tsjechië: kn20090210025
- Virtual International Authority File: 209944370